# Kahramanmaraşspor
Kahramanmaraşspor ist ein türkischer Fußballverein aus Kahramanmaraş. Der Verein wurde 1969 gegründet und spielte in der Spielzeit 1987/88 in der Süper Lig. In der Ewigen Tabelle der Süper Lig liegt der Verein auf dem 67. Platz.
Aufgrund eines Name-Sponsoringvertrages mit der Krankenhauskette Faturavizyon hieß der Klub ab während der Saison 2012/13 Faturavizyon Kahramanmaraşspor. Für die Saison 2015/16 nannte sich der Verein aufgrund eines Name-Sponsoringvertrages mit dem Speiseeishersteller Alpedo Kahramanmaraşspor.

## Geschichte

### Vereinsgründung und erste Erfolge
1969 gegründet, spielte der Verein lange Zeit in der 1. Amateurliga. Nach Erfolgen ab 1980 gelang es Kahramanmaraşspor, in eine Aufstiegsgruppe und dann in die 2. Liga, aufzusteigen. Nach dem Gewinn der Meisterschaft in der Saison 1987/88 stieg man bis in die 1. Liga auf. Es wurden zahlreiche Leistungsträger verkauft und man stieg in den folgenden Jahren zunächst zurück in die 2. Liga und dann sogar in die 3. Liga ab.

### Rückkehr in die TFF 1. Lig
Der Klub unterschrieb zur Saison 2012/13 mit dem Unternehmen Faturavizyon ein Name-Sponsoringvertrag über eineinhalb Jahre. Danach führte der Klub in dieser Saison den Firmennamen in seinem Vereinsnamen und hieß demzufolge Faturavizyon Kahramanmaraşspor heißen. Zum Saisonende 2012/13 gelang dem Verein durch die Drittligameisterschaft der Saison 2011/12 nach acht-zehnjähriger Abstinenz wieder der Aufstieg in die TFF 1. Lig. In die 1. Lig aufgestiegen, setzte sich der Verein schnell am Tabellenende fest und beendete die Hinrunde auf dieser Position. Nachdem auch in der Rückrunde keine Wende erreicht wurde, stand der Verein durch die 1:2-Auswärtsniederlage gegen Denizlispor am 32. Spieltag als erster Absteiger der Zweitligasaison 2013/14 fest.

### Neuzeit
Nach dem Abstieg aus der 1. Lig durchlebte der Verein Drittligasaison 2014/15 eine schwierige Saison. Neben finanziellen Problemen belegte der Verein über einen Großteil der Saison einen Abstiegsplatz. Nachdem der Verein den vorletzten Spieltag auf dem obersten Abstiegsplatz verbracht hatte, gelang durch ein 5:2-Heimsieg gegen Pazaspor und 2:3-Niederlage des direkten Abstiegskonkurrenten Gölbaşıspor der Klassenerhalt.
Im August 2015 unterschrieb der Klub mit dem Speiseeishersteller Alpedo ein Name-Sponsoringvertrag über eineinhalb Jahre. Danach führte der Klub in dieser Saison den Firmennamen in seinem Vereinsnamen und hieß demzufolge Alpedo Kahramanmaraşspor.

## Stadion
Derzeit trägt Kahramanmaraşspor seine Heimspiele im 1970 eröffneten 12 Şubat Stadı aus. Das Stadion bot früher 15.000 Plätze. Im Januar 2022 wurde die Gegentribüne abgerissen, da sie nicht erdbebensicher sei. Es bot nur noch rund 9400 Plätze. Die abgerissene Tribüne sollte durch eine temporären Rang ersetzt werden, was aber nicht geschah. Nach dem Erdbeben in der Türkei und Syrien 2023 wurde von der Katastrophenschutzbehörde der Türkei, AFAD (Afet ve Acil Durum Yönetimi Başkanlığı), im Innenraum des ebenfalls schwer beschädigten Stadions eine Zeltstadt aus 192 Zelten für Obdachlose errichtet. Im Mai 2025 wurde bekannt, dass in Kahramanmaraş ein neues Stadion mit 17.500 überdachten Plätzen gebaut werden soll. Die Stadt unterzeichnete einen Vertrag über die Errichtung der Sportstätte mit vier Umkleidekabinen, zwei Aufwärmräume, drei Trainingshallen, Gebetsräume, Technikräume und weiteren Einrichtungen mit dem provisorischen Namen Kahramanmaraş Stadı.

## Erfolge
- Meisterschaft der TFF 1. Lig: 1987/88
- Aufstieg in die Süper Lig: 1987/88
- Meisterschaft der TFF 2. Lig: 2012/13
- Playoff-Sieger der TFF 2. Lig: 1993/94
- Aufstieg in die TFF 1. Lig: 1993/94, 2012/13
- Playoff-Sieger der TFF 3. Lig: 2011/12
- Aufstieg in die TFF 2. Lig: 2008/09, 2011/12

## Ligazugehörigkeit
- 1. Liga: 1988–1989
- 2. Liga: 1984–1988, 1994–1996, 2008–2009, 2013–2014
- 3. Liga: 1993–1994, 1996–2008, 2009–2013, seit 2014

## Ehemalige bekannte Spieler
- Abdullah Avcı
- Kemalettin Şentürk
- Ali Nail Durmuş
- Hasan Okan Gültang
- Ozan İpek
- Mehmet Özdilek
- Hüsnü Özkara

## Trainer (Auswahl)
- Coşkun Demirbakan
- Adnan Dinçer
- Abdülkerim Durmaz
- Halil Güngördü
- Yücel İldiz
- Turhan Sofuoğlu
- Aydın Tohumcu
- Fatih Uraz
- Enver Ürekli
- Rahim Zafer
- Yavuz Hastoprakçılar
- Hayati Soydaş